# Janów (gromada w powiecie sochaczewskim)
Janów – dawna gromada, czyli najmniejsza jednostka podziału terytorialnego Polskiej Rzeczypospolitej Ludowej w latach 1954–1972.
Gromady, z gromadzkimi radami narodowymi (GRN) jako organami władzy najniższego stopnia na wsi, funkcjonowały od reformy reorganizującej administrację wiejską przeprowadzonej jesienią 1954 do momentu ich zniesienia z dniem 1 stycznia 1973, tym samym wypierając organizację gminną w latach 1954–1972.
Gromadę Janów z siedzibą GRN w Janowie utworzono – jako jedną z 8759 gromad na obszarze Polski – w powiecie sochaczewskim w woj. warszawskim, na mocy uchwały nr VI/10/4/54 WRN w Warszawie z dnia 5 października 1954. W skład jednostki weszły obszary dotychczasowych gromad Janów, Sarnów i Żdżarów oraz miejscowość Łąki na Kujawkach Towarzystwo z dotychczasowej gromady Skutki i przysiółek Zofiówka z dotychczasowej gromady Cypriany ze zniesionej gminy Rybno a także obszar dotychczasowej gromady Adamowa Góra ze zniesionej gminy Młodzieszyn w tymże powiecie. Dla gromady ustalono 13 członków gromadzkiej rady narodowej.
31 grudnia 1959 z gromady Janów wyłączono (a) wsie Sarnów i Zofiówka, włączając je do gromady Rybno oraz (b) wieś Zdżarów, włączając ją do gromady Kąty w tymże powiecie, po czym gromadę Janów zniesiono a jej (pozostały) obszar włączono do gromady Młodzieszyn tamże.